# Јанкова клисура
43° 20′ 24″ С; 21° 11′ 59″ И / 43.340041° С; 21.199804° И
Јанкова клисура се налази на подручју села Чучале и Џепница недалеко од места где се завршава Топлички и почиње Расински округ. Јанкова клисура раздваја планине Копаоник и Јастребац, тачније река Блаташница која протиче кроз клисуру.

## Етимологија
Име је добила по Јаношу Хуњадију, који је овим путем прошао 1448. године на Косово у бој против Турака.

## Историја
По Јанковој клисури 1915. године повлачила се српска армија према Косову и даље у Албанску голготу.